# Carlos Alberto Juárez
Carlos Alberto Juárez (* 24. April 1972 in Buenos Aires) ist ein ehemaliger argentinisch-ecuadorianischer Fußballspieler. Der Stürmer war ecuadorianischer Nationalspieler.
Er begann seine Karriere in Argentinien beim CA Lanús. 1994 spielte er in Uruguay bei den Montevideo Wanderers und kehrte dann zu Lanús zurück. Nach einem Zwischenspiel bei Santos Laguna in Mexiko ging er 1996 nach Ecuador zum CS Emelec. Unterbrochen von einem Gastspiel 2000 bei Sporting Cristal in Peru war er bis 2003 bei Emelec. 2001 wurde er mit 17 Treffern Torschützenkönig der Serie A und gewann mit Emelec wie auch 2002 die Ecuadorianische Meisterschaft. Außerdem erreichte der Klub 2001 das Endspiel der Copa Merconorte. 2003 ging er zu Nacional Montevideo nach Uruguay. 2004 spielte er bei Real Murcia in der spanischen Primera División, ging aber nach einem halben Jahr wieder nach Ecuador zu LDU Quito. Dort wurde er nach einem Spiel der Copa Sudamericana bei der Dopingkontrolle positiv getestet und für vier Monate gesperrt. Nach seiner Sperre spielte er für Deportivo Quito. 2005 ging er erneut zu Nacional Montevideo, mit denen er 2005/06 Uruguayischer Meister wurde. Zum Abschluss seiner Karriere war er 2007/08 noch einmal bei Emelec.
Juárez nahm 1999 die ecuadorianische Staatsbürgerschaft an und wurde 2000 fünfmal in die ecuadorianische Nationalmannschaft berufen.